# Президентські вибори в Росії 1996
Президентські вибори відбулися в Росії 16 червня 1996. Чинний президент Борис Єльцин балотувався на другий чотирирічний термін. Він був переобраний із 53,82 % голосами виборців.